# O Barão
O Barão (portuguès: El baró) és una pel·lícula portuguesa del 2011 dirigida per Edgar Pêra, basada en la novel·la homònima de 1942 de Branquinho da Fonseca.  És una refilmació neurogòtica d'una pel·lícula dirigida durant la Segona Guerra Mundial que va ser prohibida pel règim salazarista. Llevat d'una breu escena, la pel·lícula és completament en blanc i negre.

## Argument
"Durant la segona guerra mundial, un equip estatunidenc de cinema B es va refugiar a Lisboa. El 1943, la productora Valerie Lewton es va casar amb un actor portuguès que li va traduir la història de Branquinho da Fonseca O Barão. Valeria va considerar-lo una història ideal per una pel·lícula de terror, i secretament, va començar el rodatge en una fàbrica de Barreiro. El dictador va sentir parlar de la pel·lícula i va ordenar que fos destruïda. La tripulació va ser repatriada. Els actors portuguesos van ser deportats al camp de Tarrafal. Van morir torturats a la "paella", un cubicle on els humans eren rostits. L'any 2005 es van trobar dos rodets i el guió als arxius del kinoclub de Barreiro. Durant els cinc anys següents, la pel·lícula es va restaurar i es va tornar a rodar. El 2011 es va mostrar per primera vegada".
Un inspector escolar viatja a un poble i coneix el baró, un aristòcrata decadent.

## Repartiment
- Nuno Melo com el baró
- Marcos Barbosa com a L'inspector
- Leonor Keil com Idalina
- Marina Albuquerque com la professora
- Paula Só com a àvia
- Vítor Correia com El moliner
- Miguel Sermão com el guardià
- Jorge Prendas com el senyor Alçada
- Rogério Rosa com a L'hostaler

## Recepció

### Premis
| Any  | Premi                        | Categoria          | Individual                     | Resultat  |
| ---- | ---------------------------- | ------------------ | ------------------------------ | --------- |
| 2011 | Caminhos do Cinema Português | Millor pel·lícula  |                                | Nominat   |
| 2011 | Caminhos do Cinema Português | Guió adaptat       | Luísa Costa Gomes i Edgar Pêra | Guanyador |
| 2011 | Caminhos do Cinema Português | Millor fotografia  | Luís Branquinho                | Guanyador |
| 2011 | Caminhos do Cinema Português | Millor maquillatge | Jorge Bragada                  | Guanyador |
| 2011 | Caminhos do Cinema Português | Millor muntatge    | Tiago Antunes                  | Guanyador |
| 2012 | Prémio Autores               | Millor guió        | Luísa Costa Gomes i Edgar Pêra | Nominat   |
| 2012 | Prémio Autores               | Millor actor       | Nuno Melo                      | Guanyador |
| 2012 | Globos de Ouro               | Millor pel·lícula  |                                | Nominat   |
| 2012 | Globos de Ouro               | Millor actor       | Nuno Melo                      | Guanyador |